# Argumento evolucionista contra el naturalismo
El argumento evolucionista contra el naturalismo (EAAN, evolutionary argument against naturalism) es un argumento filosófico que afirma que existe un problema al creer simultáneamente en la evolución y en el naturalismo filosófico . El argumento fue propuesto por primera vez por Alvin Plantinga en 1993 y «plantea cuestiones de interés para epistemólogos, filósofos de la mente, biólogos evolucionistas y filósofos de la religión». El EAAN sostiene que la creencia combinada en la teoría evolutiva y el naturalismo es epistémicamente contradictoria: si tanto la evolución como el naturalismo son verdaderos, entonces la probabilidad de tener facultades cognitivas confiables es baja, lo que destruye cualquier razón para creer en la evolución o el naturalismo en primer lugar, ya que las facultades cognitivas que uno usa para deducir la evolución o el naturalismo como lógicamente válidos no son de fiar. Este argumento surge como una expansión del argumento de la razón, aunque ambos son argumentos filosóficos separados.

## Desarrollo de la idea
La idea de que el «naturalismo» socava su propia justificación fue expuesta por Arthur Balfour. C. S. Lewis la popularizó en la primera edición de su libro Miracles en 1947. Argumentos similares fueron expuestos por Richard Taylor en Metaphysics, así como por Stephen Clark, Richard Purtill y J. P. Moreland. En 2003, Victor Reppert desarrolló un argumento similar en detalle en su libro C.S. Lewis's Dangerous Idea, In Defense of the Argument from Reason. Los filósofos contemporáneos que han empleado un argumento similar contra el determinismo físico son James Jordan y William Hasker.
Plantinga propuso su «argumento evolucionista contra el naturalismo» en 1993. En el duodécimo capítulo de su libro Warrant and Proper Function, Plantinga desarrolló la idea de Lewis, y construyó dos argumentos formales contra el naturalismo evolucionista. Desarrolló aún más la idea en un manuscrito inédito titulado Naturalism Defeated y en su libro de 2000 Warranted Christian Belief, y amplió la idea en Naturalism Defeated?, una antología de 2002 editada por James Beilby. También respondió a varias objeciones al argumento en su ensayo Reply to Beilby's Cohorts en la antología de Beilby.
En la publicación de 2008 Knowledge of God, Plantinga presentó una formulación del argumento que se centraba únicamente en el epifenomenalismo semántico en lugar de las cuatro categorías anteriores conjuntamente exhaustivas.
Plantinga repite el argumento en su libro de 2011 Where the Conflict Really Lies: Science, Religion, and Naturalism.

## La formulación del argumento de Plantinga en 1993
Plantinga sostiene que combinar naturalismo y evolución es contraproducente, porque, bajo estos supuestos, la probabilidad de que los humanos tengan facultades cognitivas fiables es baja o inescrutable. Afirmó que varios pensadores, entre ellos C. S. Lewis, habían visto que el naturalismo evolutivo parecía conducir a un escepticismo profundo y generalizado y a la conclusión de que no se puede confiar en que nuestras facultades cognitivas o productoras de creencias, poco fiables, produzcan más creencias verdaderas que falsas. Afirmaba que «el propio Darwin se había preocupado en este sentido» y citaba una carta de 1881:

But then with me the horrid doubt always arises whether the convictions of man's mind, which has been developed from the mind of the lower animals, are of any value or at all trustworthy. Would any one trust in the convictions of a monkey's mind, if there are any convictions in such a mind?
Pero a mí siempre me asalta la horrible duda de si las convicciones de la mente del hombre, que se ha desarrollado a partir de la mente de los animales inferiores, tienen algún valor o son dignas de confianza. ¿Confiaría alguien en las convicciones de la mente de un mono, si es que hay convicciones en tal mente?
Charles Darwin, a William Graham el 3 de julio de 1881

En la carta, Darwin había expresado su acuerdo con la afirmación de William Graham de que las leyes naturales implicaban un propósito y la creencia de que el universo «no era fruto del azar», pero volvió a mostrar sus dudas sobre tales creencias y dejó el asunto como insoluble. Darwin solo tenía esta duda sobre cuestiones que iban más allá del alcance de la ciencia, y pensaba que la ciencia estaba bien dentro del alcance de una mente evolucionada. Michael Ruse dijo que al presentar como «la duda de Darwin» que el naturalismo evolutivo es contraproducente, Plantinga no tuvo en cuenta que Darwin se excusó en seguida de cuestiones filosóficas que no se sentía competente para considerar. Otros, como Evan Fales, estuvieron de acuerdo en que esta cita permitió a Plantinga llamar a la fuente del problema EAAN se refiere a la Duda de Darwin. Además, contrariamente a lo que afirma Ruse, Plantinga dio el nombre de «Duda de Darwin» no a la idea de que la conjunción de naturalismo y evolución es autodestructiva, sino más bien a la opinión de que dado el naturalismo y la evolución es poco probable que nuestras facultades cognitivas sean fiables. Plantinga afirma que «esta duda surge para los naturalistas o ateos, pero no para los que creen en Dios. Ello se debe a que si Dios nos ha creado a su imagen y semejanza, entonces, aunque nos haya modelado por algún medio evolutivo, es de suponer que querría que nos pareciéramos a él en cuanto a la capacidad de conocer; pero entonces la mayor parte de lo que creemos podría ser cierto aunque nuestras mentes se hayan desarrollado a partir de las de los animales inferiores».
Platinga definió:
- N como naturalismo, que definió como «la idea de que no existe Dios ni nada que se le parezca; podríamos considerarlo como un ateísmo de alto octanaje o quizá ateísmo-plus»,[14]
- E como la creencia de que los seres humanos han evolucionado de acuerdo con la teoría evolutiva actual,
- R como la proposición de que nuestras facultades son «fiables», donde, a grandes rasgos, una facultad cognitiva es «fiable» si la gran mayoría de sus resultados son verdaderos. En concreto, citó el ejemplo de un termómetro atascado a 22 °C (72 °F) colocado en un entorno que casualmente está a 22 °C (72 °F) como ejemplo de algo que no es «fiable» en este sentido.[10]

y sugirió que la probabilidad condicional de R dados N y E, o P(R|N&E), es baja o inescrutable.
El argumento de Plantinga partía de la observación de que nuestras creencias solo pueden tener consecuencias evolutivas si afectan al comportamiento. Dicho de otro modo, la selección natural no selecciona directamente las creencias verdaderas, sino los comportamientos ventajosos. Plantinga distinguió las diversas teorías de la interacción mente-cuerpo en cuatro categorías conjuntamente exhaustivas:
1. El epifenomenalismo, donde el comportamiento no está causado por las creencias. «Si esta forma de pensar es correcta, las creencias serían invisibles a la evolución» por lo que P(R|N&E) sería baja o inescrutable.[22]
2. El epifenomenalismo semántico, según el cual las creencias tienen un vínculo causal con el comportamiento, pero no en virtud de su contenido semántico. Según esta teoría, una creencia sería algún tipo de acontecimiento neuronal a largo plazo.[23] Sin embargo, desde este punto de vista P(R|N&E) sería baja porque el contenido semántico de las creencias sería invisible para la selección natural, y es el contenido semántico el que determina el valor de verdad.
3. Las creencias son causalmente eficaces con respecto al comportamiento, pero desadaptativas, en cuyo caso P(R|N&E) sería baja, ya que R se seleccionaría en contra.
4. Las creencias son causalmente eficaces con respecto al comportamiento y también adaptativas, pero pueden ser falsas. Puesto que el comportamiento está causado tanto por la creencia como por el deseo, y el deseo puede llevar a una creencia falsa, la selección natural no tendría ninguna razón para seleccionar creencias verdaderas pero no adaptativas frente a creencias falsas pero adaptativas. Por lo tanto, P(R|N&E) en este caso también sería baja.[24] Plantinga señaló que innumerables pares creencia-deseo podrían explicar un comportamiento determinado; por ejemplo, el de un homínido prehistórico que huye de un tigre: Tal vez a Paul le guste mucho la idea de que se lo coman, pero cuando ve un tigre, siempre sale corriendo en busca de una perspectiva mejor, porque piensa que es poco probable que el tigre que ve se lo coma. Esto hará que las partes de su cuerpo estén en el lugar correcto en lo que se refiere a la supervivencia, sin implicar mucho a modo de creencia verdadera. ... O quizás piensa que el tigre es un gato grande, amistoso y mimoso y quiere acariciarlo; pero también cree que la mejor manera de acariciarlo es huir de él. ... Está claro que hay muchos sistemas de creencias y deseos que se ajustan a un determinado comportamiento.[25]

Así pues, argumentó Plantinga, la probabilidad de que nuestras mentes sean fiables bajo una conjunción de naturalismo filosófico y evolución naturalista es baja o inescrutable. Por lo tanto, afirmar que la evolución naturalista es cierta también afirma que uno tiene una probabilidad baja o desconocida de estar en lo cierto. Plantinga argumenta que esto derrota epistémicamente la creencia de que la evolución naturalista es cierta y que atribuir la verdad al naturalismo y a la evolución es internamente dudoso o inconsistente.

## Respuestas

### La respuesta de Fitelson y Sober
En un artículo de 1998, Branden Fitelson, de la Universidad de California en Berkeley, y Elliott Sober, de la Universidad de Wisconsin-Madison, se propusieron demostrar que los argumentos presentados por Plantinga contienen graves errores. Plantinga interpretaba el naturalismo evolutivo como la conjunción de la idea de que las facultades cognitivas humanas surgieron a través de mecanismos evolutivos y el naturalismo, que equiparaba al ateísmo. Plantinga trató de arrojar dudas sobre esta conjunción con un argumento preliminar según el cual la conjunción es probablemente falsa, y un argumento principal según el cual es contraproducente; si lo crees deberías dejar de creerlo.
En primer lugar, criticaron el uso de Plantinga de un marco bayesiano en el que asignaba arbitrariamente probabilidades iniciales sin pruebas empíricas, predeterminando el resultado a favor del teísmo tradicional, y lo describieron como una receta para sustituir cualquier teoría no determinista en las ciencias naturales, de modo que, por ejemplo, un resultado probable predicho por la mecánica cuántica se consideraría el resultado de la voluntad de Dios. El uso que hace Plantinga de R para significar que «la gran mayoría» de nuestras creencias son verdaderas no tiene en cuenta el efecto acumulativo de añadir creencias que tienen una fiabilidad variable sobre distintos temas. Plantinga afirmó que el teísta tradicional cree que estar hecho a imagen de Dios incluye un reflejo de los poderes divinos como conocedor, pero la ciencia cognitiva descubre que el razonamiento humano está sujeto a sesgos y errores sistemáticos. No se demuestra que la teología tradicional prediga esta fiabilidad variable tan bien como la ciencia, y existe el problema teológico de que el Creador omnipotente produzca tal imperfección. Describieron cómo Plantinga planteó varios escenarios de creencias que afectan al éxito evolutivo, pero socavó la baja probabilidad que exigía previamente cuando sugirió una probabilidad «inescrutable», y al ignorar la disponibilidad de variantes no logra demostrar que las creencias falsas serán igualmente adaptativas como supone su afirmación de baja probabilidad. Incluso si sus afirmaciones sobre la improbabilidad fueran correctas, eso no tendría por qué afectar a la creencia en la evolución, y consideraron que sería más sensato aceptar que los procesos evolutivos a veces tienen resultados improbables.
Evaluaron el argumento principal de Plantinga -que afirma que, puesto que la fiabilidad del naturalismo evolutivo es baja o de valor inescrutable, quienes creen en él deberían negarse a aceptar su fiabilidad y, por tanto, negarse a aceptar cualquier otra cosa en la que crean, incluido el naturalismo evolutivo, que es, por tanto, contraproducente- y lo consideraron poco convincente, habiendo rebatido ya su argumento de que la fiabilidad es baja. Incluso si E&N derrotaron la afirmación de que 'al menos el 90% de nuestras creencias son verdaderas', consideraron que Plantinga debe demostrar que también derrota la afirmación más modesta de que 'al menos una minoría no despreciable de nuestras creencias son verdaderas'. Consideraron que su opinión de que se requiere una alta probabilidad para la creencia racional es repudiada por lecciones filosóficas como la paradoja de la lotería, y que cada paso de su argumento requiere principios diferentes de los que había descrito. Concluyeron que Plantinga ha llamado la atención sobre la falta de fiabilidad de los procesos cognitivos que ya tienen en cuenta los científicos evolucionistas que aceptan que la ciencia es un ejercicio falible, y aprecian la necesidad de ser lo más escrupulosos posible con los falibles procesos cognitivos disponibles. Su duda hiperbólica, que derrota al naturalismo evolutivo, es igualmente una derrota para los teístas que confían en su creencia de que su mente fue diseñada por un Dios que no engaña, y ninguno de ellos «puede construir un argumento que no suscite preguntas y que refute el escepticismo global».

### La respuesta de Robbin
El catedrático de Filosofía de la Universidad de Indiana South Bend, J. Wesley Robbins, sostenía que el argumento de Plantinga solo se aplicaba a las filosofías cartesianas de la mente, pero no a las filosofías pragmatistas de la mente. El argumento de Robbins, expuesto a grandes rasgos, es que mientras que en una mente cartesiana las creencias pueden identificarse sin referencia a los factores ambientales que las causaron, en una mente pragmática solo son identificables con referencia a esos factores. Es decir, en una mente pragmática las creencias ni siquiera existirían si su poseedor no hubiera entrado en contacto con fenómenos externos productores de creencias en primer lugar.

### Naturalism Defeated?
Una colección de ensayos titulada Naturalism Defeated (2002) contiene respuestas de 11 filósofos al EAAN.Según James K. Beilby, editor del volumen, la proposición de Plantinga «plantea cuestiones de interés para epistemólogos, filósofos de la mente, biólogos evolutivos y filósofos de la religión». Entre los ensayos que responden figuran los siguientes:
- William Ramsey argumentó que Plantinga «pasa por alto la forma más sensata... de aclarar cómo la verdad puede ser una propiedad de las creencias que otorga una ventaja a los sistemas cognitivos». También argumentó que algunas de nuestras facultades cognitivas son ligeramente poco fiables, y que E&N parece más adecuada que el teísmo para explicar esta imperfección.
- Jerry Fodor argumentó que existe un escenario histórico plausible según el cual nuestras mentes fueron seleccionadas porque sus mecanismos cognitivos producían, en general, creencias verdaderas adaptativas.
- Evan Fales argumentó que Plantinga no había demostrado que la fiabilidad de nuestras facultades cognitivas sea improbable,[29] dado el neodarwinismo, y subraya que «si el argumento de Plantinga falla aquí, entonces no habrá demostrado que [N&E] es probabilísticamente incoherente». Además, teniendo en cuenta lo costoso (en términos biológicos) que es nuestro cerebro, y considerando que somos criaturas bastante anodinas aparte de nuestros cerebros, sería bastante improbable que nuestras facultades racionales fueran seleccionadas si no son fiables. «La mayoría de nuestros huevos están en esa cesta», dijo Fales. Fales argumentaba lo mismo que Robbins: tomemos una representación mental, del calor, por ejemplo. Solo en la medida en que esté realmente causada por el calor podremos llamarla representación mental del calor; de lo contrario, no será en absoluto una representación mental, ni del calor ni de ninguna otra cosa: «mientras las representaciones [semánticas] estén causalmente vinculadas al mundo a través de las estructuras sintácticas del cerebro a las que corresponden [sintaxis], esto garantizará que la sintaxis se mapea en la semántica de una forma que generalmente preserva la verdad».[30] Esta es una respuesta directa a uno de los escenarios de Plantinga en el que, según Plantinga, los mecanismos generadores de falsas creencias pueden haber sido seleccionados de forma natural.
- Michael Bergmann sugirió que Thomas Reid ofrecía los recursos para una defensa de sentido común (reidiana) del naturalismo contra el EAAN.
- Ernest Sosa se basó en rasgos de la epistemología de Descartes para argumentar que, si bien «[s]e plantean problemas de circularidad en cuanto a cómo podemos adoptar de forma racional y con conocimiento [una visión epistémicamente propicia] acerca de nuestros propios poderes epistémicos», no obstante, «estos problemas no son exclusivos del naturalismo».
- James Van Cleve sugirió que incluso si la tesis de la probabilidad es cierta, no tiene por qué ofrecer un derrotador invicto para R, y que incluso si uno tiene un derrotador para R, no se sigue que uno tenga un derrotador para todo.
- Richard Otte pensaba que el argumento «ignoraba otra información que tenemos que haría probable R».
- William Talbott sugirió que «Plantinga ha malinterpretado el papel de las derrotas en el razonamiento».
- Trenton Merricks dijo que «en general, las inferencias de baja o inescrutable probabilidad condicional a la derrota son injustificadas.»
- William Alston argumentó que la afirmación de que P(R/N&E) es baja está mal sustentada; si, en cambio, es inescrutable, esto no tiene una relevancia clara para la afirmación de que (1) refuta N&E.

Naturalism Defeated? también incluía las respuestas de Plantinga tanto a las respuestas críticas contenidas en el libro como a algunas objeciones planteadas por otros, entre ellos Fitelson & Sober:
- Plantinga expuso la noción de Derrotadores de la Racionalidad en términos de su teoría de la garantía y la función adecuada y distingue entre Defeaters humeanos y Defeaters puramente Aletónicos, sugiriendo que aunque un naturalista seguirá asumiendo R, «[...] (si reflexiona sobre el asunto) también pensará, tristemente, que lo que no puede evitar creer es improbable que sea cierto».[31]
- Plantinga argumenta que el epifenomenalismo semántico es muy probable en la N&E porque, si el materialismo es cierto, las creencias tendrían que ser sucesos neurofisiológicos cuyo contenido proposicional no puede entrar plausiblemente en la cadena causal.[32] También sugiere que la fiabilidad de un proceso cognitivo requiere la verdad de una proporción sustancial de las creencias que produce, y que un proceso que produjera creencias cuya probabilidad de verdad estuviera en torno al 0,5 tendría una probabilidad muy improbable de producir (digamos) 1.000 creencias de las que el 75% fueran verdaderas.
- En The conditionalisation problem, Plantinga discutió la posibilidad de que N+, es decir, «Naturalismo más R», pudiera ser una creencia básica, evitando así la derrota de R, sugiriendo que este procedimiento no puede ser correcto en general, de lo contrario todo derrotador podría ser automáticamente derrotado, introduciendo el término «defeater-deflector»[33] y explorando inicialmente las condiciones bajo las cuales un defeater-deflector puede ser válido.
- Plantinga concluyó que las objeciones plantean un desafío al EAAN, pero que hay argumentos exitosos contra las objeciones.

### La respuesta de Ruse
En un capítulo titulado «El nuevo creacionismo: su dimensión filosófica», en The Cultures of Creationism, el filósofo de la ciencia Michael Ruse habló del EAAN, argumentando:
- Que el EAAN confunde naturalismo metodológico y metafísico.[34]
- Que «necesitamos hacer una distinción que Plantinga elude» entre «el mundo tal como podemos descubrirlo en cierto sentido» y «el mundo en algún sentido absoluto, la realidad metafísica si se quiere». Entonces, «Una vez hecha esta distinción, la refutación del naturalismo por Plantinga ya no parece tan amenazadora».[35]
- Que «Es ciertamente el caso que los organismos son a veces engañados sobre el mundo de las apariencias y que esto incluye a los humanos. A veces nos engañan sistemáticamente, como se complacen en demostrar los profesores de psicología elemental. Además, la evolución puede dar a menudo buenas razones de por qué estamos engañados». Sabemos que hay engaños derivados de la selección, ya que podemos medirlos con piedras de toque fiables, pero en los engaños hipotéticos de Plantinga somos engañados todo el tiempo, lo cual «no es como funcionan los engaños de la evolución».[35] Comenta que en el pensamiento de Plantinga existe una confusión entre el mundo tal como lo conocemos y el mundo tal como podría conocerse en última instancia, pero «si todos estamos en una ilusión, entonces no tiene sentido hablar de ilusión, porque no tenemos ninguna piedra de toque de la realidad para hacer juicios absolutos».[36]

Ruse concluyó su debate sobre el EAAN afirmando:
Para ser honesto, incluso si el argumento de Plantinga [el EAAN] funcionara, seguiría queriendo saber dónde termina el teísmo (y qué forma debe adoptar este teísmo) y dónde puede tomar el relevo la ciencia. ¿Es el caso que la evolución necesariamente no puede funcionar, o es simplemente falsa y en otro mundo creado por Dios podría haberse mantenido de alguna manera-y si es así, de qué manera? Plantinga ciertamente no ha demostrado que el teísta deba ser creacionista, aunque su propia forma de teísmo sea creacionismo.

### Otras respuestas
En 2020, se publicó un artículo de filosofía titulado Does the Evolutionary Argument Against Naturalism Defeat God's Beliefs?, en el que se argumentaba que si el EAAN proporciona al naturalista un defeater para todas sus creencias, entonces una extensión del mismo parece proporcionar a Dios un defeater para todas sus creencias.

## El punto de vista de C. S. Lewis
Supongamos que no hubiera ninguna inteligencia detrás del universo, ninguna mente creativa. En ese caso, nadie diseñó mi cerebro con el propósito de pensar. Lo único que ocurre es que cuando los átomos de mi cráneo, por razones físicas o químicas, se ordenan de una determinada manera, esto me da, como subproducto, la sensación que yo llamo pensamiento. Pero, si es así, ¿cómo puedo confiar en la veracidad de mi propio pensamiento? Es como volcar una jarra de leche y esperar que la forma en que se salpica te dé un mapa de Londres. Pero si no puedo confiar en mi propio pensamiento, por supuesto que no puedo confiar en los argumentos que conducen al ateísmo, y por lo tanto no tengo ninguna razón para ser ateo, ni para nada. A menos que crea en Dios, no puedo creer en el pensamiento: así que nunca podré usar el pensamiento para no creer en Dios.

## La formulación del argumento de Plantinga en 2008
En la publicación de 2008 Conocimiento de Dios, Plantinga presentó una formulación del argumento que se centraba únicamente en el epifenomenalismo semántico en lugar de las cuatro categorías anteriores conjuntamente exhaustivas.
Plantinga afirmó que desde el punto de vista de un materialista una creencia será un evento neuronal. En esta concepción una creencia tendrá dos tipos diferentes de propiedades:
- propiedades electroquímicas o neurofisiológicas (propiedades NP, para abreviar)
- y la propiedad de tener contenido (tendrá que ser la creencia de que p, para alguna proposición p).

Plantinga pensaba que tenemos una idea de la historia de las propiedades NP: las estructuras con estas propiedades han llegado a existir por pequeños incrementos, cada uno de los cuales ha demostrado ser útil en la lucha por la supervivencia. Pero a continuación se pregunta cómo surgió la propiedad de contenido de una creencia: «¿Cómo llega [el contenido] a asociarse de ese modo con una proposición dada?».
Dijo que los materialistas ofrecen dos teorías para esta cuestión: Según la primera, el contenido superviene a las propiedades NP; según la segunda, el contenido es reducible a las propiedades NP. (Señaló que si las propiedades del contenido son reducibles a propiedades NP, entonces también sobrevienen a ellas). Explicó las dos teorías como sigue:
- Reducibilidad: Una creencia es una disyunción de conjunciones de propiedades NP.
- Superveniencia fuerte (S+): Para cualesquiera mundos posibles W y W* y cualesquiera estructuras S y S*, si S tiene las mismas propiedades NP en W que S* en W*, entonces S tiene el mismo contenido en W que S* en W*. La superveniencia puede ser ampliamente lógica o nómica.

Plantinga argumentó que las estructuras neuronales que constituyen las creencias tienen contenido, de la siguiente manera: «A un cierto nivel de complejidad, estas estructuras neuronales empiezan a mostrar contenido. Tal vez esto comience de forma gradual y temprana (posiblemente C. elegans [un pequeño gusano con un sistema nervioso compuesto solo por unas pocas neuronas] muestre solo el más mínimo atisbo de conciencia y el más mínimo atisbo de contenido), o tal vez más tarde y de forma más abrupta; eso no importa. Lo que sí importa es que, a partir de cierto nivel de complejidad de las estructuras neuronales, aparece el contenido. Esto es cierto tanto si las propiedades de contenido son reducibles a propiedades NP como si sobrevienen a ellas».
Así que, dado el materialismo, algunas estructuras neuronales en un determinado nivel de complejidad adquieren contenido y se convierten en creencias. La cuestión entonces es según Plantinga: «¿cuál es la probabilidad, dado el materialismo, de que el contenido que así surge sea de hecho verdadero?».
Esta forma de proceder sustituyó al primer paso de las versiones anteriores del argumento de Plantinga.

## Crítica de los materialistas eliminativos
El EAAN afirma que, según el naturalismo, la evolución debe operar sobre las creencias, los deseos y otros estados mentales con contenido para que un organismo biológico tenga una facultad cognitiva fiable como el cerebro. El materialismo eliminativo sostiene que las actitudes proposicionales como las creencias y los deseos, entre otros estados mentales intencionales que tienen contenido, no pueden explicarse con el naturalismo y, por tanto, concluye que tales entidades no existen. No está claro si el EAAN tendría éxito contra una concepción del naturalismo que acepte que el materialismo eliminativo es el relato científico correcto de la cognición humana.

## EAAN, diseño inteligente y evolución teísta
En su debate sobre el EAAN, Michael Ruse describió a Plantinga como creyente en la verdad del ataque a la evolución presentado por el defensor del diseño inteligente Phillip E. Johnson, y como partidario del libro de Johnson Darwin on Trial. Ruse dijo que Plantinga llevó el conflicto entre ciencia y religión más lejos que Johnson, viéndolo no solo como un choque entre las filosofías del naturalismo y el teísmo, sino como un ataque a la verdadera filosofía del teísmo por lo que él considera la filosofía incoherente e inconsistente del naturalismo.
Plantinga ha afirmado que el EAAN no se dirige contra «la teoría de la evolución, ni contra la afirmación de que los seres humanos han evolucionado a partir de antepasados simiescos, ni nada por el estilo». También ha afirmado que los problemas planteados por el EAAN no se aplican a la conjunción del teísmo y la ciencia evolutiva contemporánea. En su ensayo Evolution and Design Plantinga esboza diferentes formas en las que se pueden combinar el teísmo y la teoría evolutiva.
En el prólogo de la antología Naturalism Defeated? James Beilby escribió: «El argumento de Plantinga no debe confundirse con un argumento contra la teoría evolutiva en general o, más concretamente, contra la afirmación de que los seres humanos podrían haber evolucionado a partir de formas de vida más primitivas. Más bien, el propósito de su argumento es mostrar que la negación de la existencia de una deidad creadora es problemática».